# Ёрш Щетинников

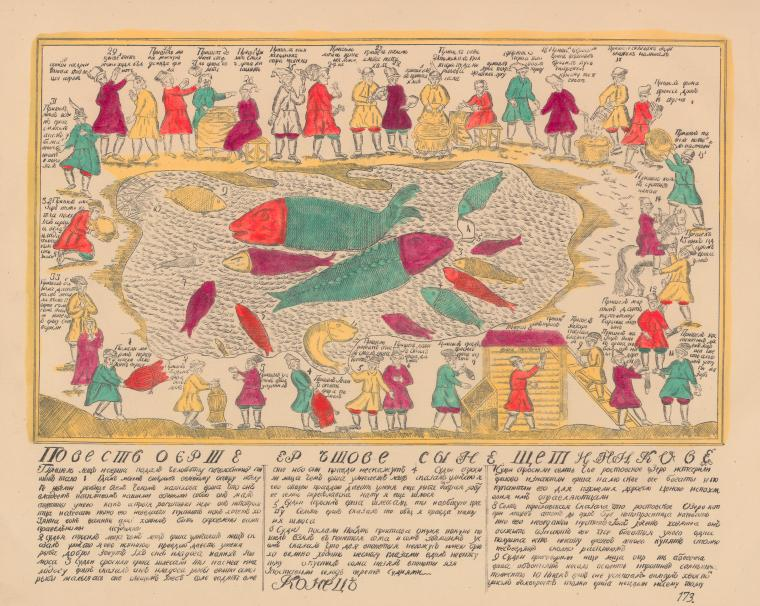
Сказка о Ерше Ершовиче.
Лубок из собрания Д. Ровинского.

Ёрш Щети́нников, также Ёрш Ершо́вич, сын Щети́нников — центральный персонаж Повести о Ерше Ершовиче, сатирическая повесть конца XVI — начала XVII века, русской народной сказки (изд. Афанасьевым, «Народные русские сказки», № 41 и примеч. в IV т., стр. 36), советского мультфильма «Про Ерша Ершовича», представляет сатиру на московское судопроизводство XVI—XVII веков.
Лещ с товарищами бьет челом на Ерша, который своими проделками восстановил против себя все рыбье царство. Ерш-ябедник запутывает в дело массу свидетелей; некоторые из них в своих показаниях дают прекрасную характеристику обвиняемого. После долгих изворотов Ерш осужден и приговорен к мучительной казни. Приговор уже утвержден всеми судьями, но Ерш не унывает: он плюет судьям в глаза и благополучно скрывается от преследования. Эта сказка, сохранившаяся в рукописи XVIII века, по словам академика А. Н. Веселовского «сохранила с поразительной верностью формы словесного судопроизводства».
Сюжет мультфильма (режиссёр Станислав Соколов по мотивам сказки Бориса Шергина на студии «Союзмультфильм» в 1979 году).
Ёрш со своим семейством приплыл в лещёво озеро и попросился у лещей пожить в нём пару дней. Лещи ему разрешили, а Ерши обосновались надолго, обнаглели, расплодились и стали лещей донимать. Тогда лещи обратились в рыбий суд с просьбой рассудить кто в праве жить в озере. Свидетели — старожилы подтвердили что озеро всегда было лещёвым, а ерши обосновались в нём незаконно. А ёрш начал врать будто озеро раньше было их, а все доказательства сгорели при пожаре. Судья — сом признал что ерши живут в озере незаконно и велел им покинуть его. А ёрш разбушевался и начал мутить воду, но был пойман рыбаками Фомой и Ерёмой, однако сумел от них ускользнуть.